# Lago el Amatillo
A Laguna el Amatillo é uma laguna localizada na Guatemala, cuja cota de altitude é de 11 metros acima do nível do mar. Apresenta uma área de 1.40 quilómetros quadrados e uma profundidade máxima de 5 metros. Localiza-se no departamento de Izabal, no município de El Estor.